# Comuna Mahala, Noua Suliță
Mahala (în ucraineană Магала) este o comună în raionul Noua Suliță, regiunea Cernăuți, Ucraina, formată din satele Buda, Cotul Ostriței, Mahala (reședința) și Prut.

## Demografie
Componența lingvistică a comunei Mahala
     Română (93%)
     Ucraineană (6,07%)
     Alte limbi (0,9%)
Conform recensământului din 2001, majoritatea populației comunei Mahala era vorbitoare de română (93%), existând în minoritate și vorbitori de ucraineană (6,07%).